# Diego Tardelli
Diego Tardelli Martins, noto semplicemente come Diego Tardelli (Santa Bárbara d'Oeste, 10 maggio 1985), è un ex calciatore brasiliano, di ruolo attaccante.
Il nome Tardelli non è il cognome ma il secondo nome, scelto dal padre per omaggiare uno dei suoi idoli calcistici, Marco Tardelli.

## Carriera
Dopo un inizio nel San Paolo, gioca in prestito dal 2005 al 2007, prima al Betis Siviglia, al São Caetano e al PSV Eindhoven, per poi tornare in Brasile. Dopo alcune stagioni sottotono, nel 2009 si rilancia con la maglia dell'Atletico Mineiro realizzando 31 reti in sole 35 presenze e guadagnandosi la fiducia del commissario tecnico Dunga, che lo convoca in Nazionale per l'amichevole del 12 agosto contro l'Estonia.
L'8 marzo 2011 è acquistato per 5 milioni di euro dai russi dell'Anži Machačkala, club con il quale firma un contratto fino a dicembre 2014. Il 12 gennaio 2012 si trasferisce però in Medio Oriente, acquistato per 7 milioni di euro dall'Al-Gharafa, che lega a sé il calciatore con un accordo valido fino al giugno del 2014.
Il 3 febbraio 2013 ritorna in Brasile, all'Atletico Mineiro, mentre nel 2015 si trasferisce in Cina, più precisamente a Jinan, allo Shandong Luneng.

## Statistiche

### Presenze e reti nei club
Statistiche aggiornate al 25 novembre 2021.
| Stagione                | Squadra                 | Campionato              | Campionato | Campionato | Coppe nazionali | Coppe nazionali | Coppe nazionali | Coppe continentali | Coppe continentali | Coppe continentali | Altre coppe | Altre coppe | Altre coppe | Totale | Totale |
| Stagione                | Squadra                 | Comp                    | Pres       | Reti       | Comp            | Pres            | Reti            | Comp               | Pres               | Reti               | Comp        | Pres        | Reti        | Pres   | Reti   |
| ----------------------- | ----------------------- | ----------------------- | ---------- | ---------- | --------------- | --------------- | --------------- | ------------------ | ------------------ | ------------------ | ----------- | ----------- | ----------- | ------ | ------ |
| 2003                    | San Paolo               | A1/SP+A                 | 0+23       | 0+9        | CB              | -               | -               | CS                 | 6                  | 3                  | -           | -           | -           | 29     | 12     |
| 2004                    | San Paolo               | A1/SP+A                 | 3+29       | 1+7        | CB              | -               | -               | CL+CS              | 3+2                | 0+0                | -           | -           | -           | 37     | 8      |
| 2005                    | San Paolo               | A1/SP+A                 | 17+19      | 12+1       | CB              | -               | -               | CL+CS              | 8+2                | 4+0                | -           | -           | -           | 46     | 17     |
| 2005-2006               | Betis                   | PD                      | 12         | 0          | CR              | 3               | 0               | CU                 | 3                  | 1                  | -           | -           | -           | 18     | 1      |
| 2006                    | São Caetano             | A1/SP+A                 | 0+7        | 0+1        | CB              | -               | -               | -                  | -                  | -                  |             | -           | -           | 7      | 1      |
| 2006-2007               | PSV                     | ED                      | 13         | 3          | CO              | -               | -               | UCL                | 5                  | 0                  |             | -           | -           | 18     | 3      |
| 2007                    | San Paolo               | A1/SP+A                 | 0+20       | 0+1        | CB              | -               | -               | CS                 | 5                  | 0                  | -           | -           | -           | 25     | 1      |
| Totale San Paolo        | Totale San Paolo        | Totale San Paolo        | 20+91      | 13+18      |                 | -               | -               |                    | 26                 | 7                  |             | -           | -           | 137    | 38     |
| 2008                    | Flamengo                | A/RJ+A                  | 13+16      | 5+0        | CB              | 0               | 0               | CL                 | 6                  | 1                  | -           | -           | -           | 35     | 6      |
| 2009                    | Atlético Mineiro        | M1/MG+A                 | 16+33      | 16+19      | CB              | 5               | 4               | CS                 | 1                  | 0                  | -           | -           | -           | 55     | 39     |
| 2010                    | Atlético Mineiro        | M1/MG+A                 | 14+27      | 7+10       | CB              | 6               | 7               | CS                 | 2                  | 0                  | -           | -           | -           | 49     | 24     |
| 2011                    | Atlético Mineiro        | M1/MG+A                 | 4+0        | 4+0        | CB              | 2               | 2               | CS                 | 0                  | 0                  | -           | -           | -           | 6      | 6      |
| 2011-gen. 2012          | Anži                    | PL                      | 13         | 0          | KR              | 1               | 0               | -                  | -                  | -                  | -           | -           | -           | 14     | 0      |
| gen.-giu. 2012          | Al-Gharafa              | QSL                     | 10         | 4          | EQC             | 0               | 0               | ACL                | 5                  | 2                  | -           | -           | -           | 15     | 6      |
| 2012-gen. 2013          | Al-Gharafa              | QSL                     | 13         | 9          | EQC             | 0               | 0               | ACL                | 0                  | 0                  | -           | -           | -           | 13     | 9      |
| Totale Al-Gharafa       | Totale Al-Gharafa       | Totale Al-Gharafa       | 23         | 13         |                 | 0               | 0               |                    | 5                  | 2                  |             | -           | -           | 28     | 15     |
| 2013                    | Atlético Mineiro        | M1/MG+A                 | 10+26      | 4+7        | CB              | 1               | 0               | CL                 | 13                 | 6                  | Cmc         | 2           | 1           | 52     | 18     |
| 2014                    | Atlético Mineiro        | M1/MG+A                 | 9+24       | 2+10       | CB              | 7               | 1               | CL                 | 8                  | 0                  | RS          | 2           | 2           | 50     | 15     |
| 2015                    | Shandong Luneng         | CSL                     | 19         | 6          | CC              | 4               | 0               | ACL                | 5                  | 0                  | SC          | 1           | 0           | 29     | 6      |
| 2016                    | Shandong Luneng         | CSL                     | 12         | 3          | CC              | 0               | 0               | ACL                | 9                  | 6                  | -           | -           | -           | 21     | 9      |
| 2017                    | Shandong Luneng         | CSL                     | 18         | 15         | CC              | 1               | 1               | -                  | -                  | -                  | -           | -           | -           | 19     | 16     |
| 2018                    | Shandong Luneng         | CSL                     | 24         | 17         | CC              | 5               | 3               | -                  | -                  | -                  | -           | -           | -           | 29     | 20     |
| Totale Shandong Luneng  | Totale Shandong Luneng  | Totale Shandong Luneng  | 73         | 41         |                 | 10              | 4               |                    | 14                 | 6                  |             | 1           | 0           | 98     | 51     |
| 2019                    | Grêmio                  | A1/G+A                  | 6+29       | 1+4        | CB              | 2               | 1               | CL                 | 10                 | 1                  | -           | -           | -           | 47     | 7      |
| 2020                    | Atletico Mineiro        | M1/MG+A                 | 1+3        | 0+0        | CB              | 0               | 0               | CS                 | 0                  | 0                  | -           | -           | -           | 4      | 0      |
| gen. -mag.2021          | Atletico Mineiro        | M1/MG+A                 | 5+0        | 2+0        | CB              | 0               | 0               | CL                 | 2                  | 0                  | -           | -           | -           | 7      | 2      |
| Totale Atletico Mineiro | Totale Atletico Mineiro | Totale Atletico Mineiro | 59+113     | 35+46      |                 | 21              | 14              |                    | 26                 | 6                  |             | 4           | 3           | 223    | 104    |
| mag. -dic.2021          | Santos                  | A1/SP+A                 | 0+12       | 0+1        | CB              | 1               | 0               | -                  | -                  | -                  | -           | -           | -           | 13     | 1      |
| Totale carriera         | Totale carriera         | Totale carriera         | 500        | 181        |                 | 38              | 19              |                    | 95                 | 24                 |             | 5           | 3           | 638    | 227    |

### Cronologia presenze e reti in nazionale
| Cronologia completa delle presenze e delle reti in nazionale ― Brasile | Cronologia completa delle presenze e delle reti in nazionale ― Brasile | Cronologia completa delle presenze e delle reti in nazionale ― Brasile | Cronologia completa delle presenze e delle reti in nazionale ― Brasile | Cronologia completa delle presenze e delle reti in nazionale ― Brasile | Cronologia completa delle presenze e delle reti in nazionale ― Brasile | Cronologia completa delle presenze e delle reti in nazionale ― Brasile | Cronologia completa delle presenze e delle reti in nazionale ― Brasile |
| Data                                                                   | Città                                                                  | In casa                                                                | Risultato                                                              | Ospiti                                                                 | Competizione                                                           | Reti                                                                   | Note                                                                   |
| ---------------------------------------------------------------------- | ---------------------------------------------------------------------- | ---------------------------------------------------------------------- | ---------------------------------------------------------------------- | ---------------------------------------------------------------------- | ---------------------------------------------------------------------- | ---------------------------------------------------------------------- | ---------------------------------------------------------------------- |
| 12-8-2009                                                              | Tallinn                                                                | Estonia                                                                | 0 – 1                                                                  | Brasile                                                                | Amichevole                                                             | -                                                                      | 61’                                                                    |
| 9-9-2009                                                               | Salvador                                                               | Brasile                                                                | 4 – 2                                                                  | Cile                                                                   | Qual. Mondiali 2010                                                    | -                                                                      | 69’                                                                    |
| 11-10-2009                                                             | La Paz                                                                 | Bolivia                                                                | 2 – 1                                                                  | Brasile                                                                | Qual. Mondiali 2010                                                    | -                                                                      | 46’                                                                    |
| 14-10-2009                                                             | Campo Grande                                                           | Brasile                                                                | 0 – 0                                                                  | Venezuela                                                              | Qual. Mondiali 2010                                                    | -                                                                      | 83’                                                                    |
| 10-8-2010                                                              | East Rutherford                                                        | Stati Uniti                                                            | 0 – 2                                                                  | Brasile                                                                | Amichevole                                                             | -                                                                      | 81’                                                                    |
| 5-9-2014                                                               | Miami Gardens                                                          | Brasile                                                                | 1 – 0                                                                  | Colombia                                                               | Amichevole                                                             | -                                                                      | 77’                                                                    |
| 9-9-2014                                                               | East Rutherford                                                        | Brasile                                                                | 1 – 0                                                                  | Ecuador                                                                | Amichevole                                                             | -                                                                      | 67’                                                                    |
| 11-10-2014                                                             | Pechino                                                                | Brasile                                                                | 2 – 0                                                                  | Argentina                                                              | Superclásico de las Américas 2014                                      | 2                                                                      | 82’                                                                    |
| 14-10-2014                                                             | Singapore                                                              | Giappone                                                               | 0 – 4                                                                  | Brasile                                                                | Amichevole                                                             | -                                                                      | 65’                                                                    |
| 7-6-2015                                                               | San Paolo                                                              | Brasile                                                                | 2 – 0                                                                  | Messico                                                                | Amichevole                                                             | 1                                                                      | 59’                                                                    |
| 14-6-2015                                                              | Temuco                                                                 | Brasile                                                                | 2 – 1                                                                  | Perù                                                                   | Coppa America 2015 - 1º turno                                          | -                                                                      | 66’                                                                    |
| 17-6-2015                                                              | Santiago del Cile                                                      | Brasile                                                                | 0 – 1                                                                  | Colombia                                                               | Coppa America 2015 - 1º turno                                          | -                                                                      | 76’                                                                    |
| 21-6-2015                                                              | Santiago del Cile                                                      | Brasile                                                                | 2 – 1                                                                  | Venezuela                                                              | Coppa America 2015 - 1º turno                                          | -                                                                      | 67’                                                                    |
| 27-6-2015                                                              | Concepción                                                             | Brasile                                                                | 1 – 1 (3 – 4 dtr)                                                      | Paraguay                                                               | Coppa America 2015 - Quarti di finale                                  | -                                                                      | 69’                                                                    |
| Totale                                                                 |                                                                        | Presenze                                                               | 14                                                                     |                                                                        | Reti                                                                   | 3                                                                      |                                                                        |

## Palmarès

### Club

#### Competizioni statali
- Taça Guanabara: 1

Flamengo: 2008
- Campionato Gaucho: 1

Grêmio: 2019

#### Competizioni nazionali
- Campionato olandese: 1

PSV: 2006-2007
- Campionato brasiliano: 1

San Paolo: 2007
- Coppa del Brasile: 1

Atlético Mineiro: 2014
- Supercoppa di Cina: 1

Shandong Luneng: 2015

#### Competizioni internazionali
- Coppa Libertadores: 2

San Paolo: 2005
Atlético Mineiro: 2013
- Recopa Sudamericana: 1

Atlético Mineiro: 2014

### Individuale
- Capocannoniere del Campeonato Brasileiro Série A: 1

2009 (19 gol, assieme ad Adriano)